# Aleksandr Medvédev
Aleksandr Medvédev (Moscou, 9 de juliol de 1927 - Moscou, 26 de juliol de 2010) fou un musicòleg i llibretista rus, autor del llibret de La passatgera de Mieczysław Weinberg.
Es va graduar en Història i Teoria de la Música a l’Institut Gnessin (1953) i va obtenir un doctorat a l’Institut de Teatre, Música i Cinematografia de Leningrad (1961). Va publicar més de 10 llibres i nombrosos articles sobre música clàssica, òpera, ballet, folklore i jazz, dirigint també el departament de literatura musical del Teatre Bolxoi (1963–68). Va ser director de l’Oficina de premsa del Concurs Txaikovski i, des de 1972, president de la comissió de folklore de l’Associació de Compositors de la RSFSR, participant activament en expedicions de recerca folklòrica, sobretot a la regió d'Omsk.
Durant dècades, va treballar amb Xostakóvitx i sobretot amb Weinberg, a qui li va aportar el llibret per a quatre òperes: La passatgera (1968), La Madonna i el soldat (1971), El retrat (1980), L'idiota (1986). També va escriure el llibret de l'òpera inacabada de Revol Bunin Membres de la Llibertat Popular i va col·laborar en el llibret de l'òpera La màscara negra de Krzysztof Penderecki.
Al llarg de la seva vida, Medvédev va dedicar-se amb passió a crear una col·lecció excepcional de llibres, reunint milers de volums que abastaven obres clàssiques russes i internacionals, poesia, dramatúrgia i, especialment, textos sobre filosofia, crítica literària, musicologia, així com història i teoria del teatre i del cinema. Després del seu decés, el seu fill, Serguei Medvédev, va decidir donar gran part d’aquesta valuosa biblioteca a l'Escola Superior d'Economia de Moscou.

## Altres obres
- Yuri Milyutin. Moscou, 1956
- L'Ensemble de Violins del Teatre Bolxoi. Moscou, 1966
- ... Dedicat a Txaikovski. Moscou, 1966; 1970
- El nostre Teatre Bolxoi. Moscou, 1977
- El jazz soviètic: problemes, esdeveniments, mestres. Moscou, 1987